# Mamadou Bah
Mamadou Diouldé Bah, född 25 april 1988 i Conakry, är en guineansk fotbollsspelare som spelar för den franska klubben Raon-l'Étape.